# 滋賀県道路公社
滋賀県道路公社（しがけんどうろこうしゃ）は、滋賀県を設立団体とする地方道路公社である。1972年（昭和47年）3月8日設立。

## 管理運営する道路・施設

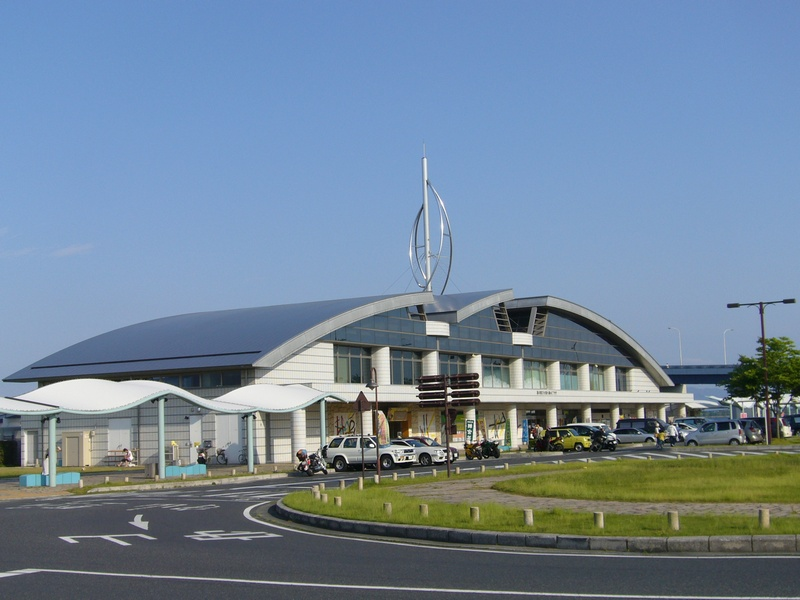
公社が施設管理する
道の駅びわ湖大橋米プラザ

- 琵琶湖大橋有料道路（国道477号、滋賀県道11号守山栗東線）
- 県内の有料駐車場（1施設）
  - 吉身高架下駐車場（守山市吉身/県道守山栗東線（吉身跨線橋））
- 県内の道の駅（1施設）
  - 道の駅びわ湖大橋米プラザ（大津市今堅田3-1-1）

### 管理運営していた道路・施設
- 奥琵琶湖パークウェイ : 1989年（平成元年）4月1日 無料開放、滋賀県移管
- 鈴鹿公園有料道路 : 1997年（平成9年）11月12日 無料開放、滋賀県移管
- 途中トンネル有料道路（国道367号） : 2010年（平成22年）10月1日 無料開放、滋賀県移管
- 日野水口有料道路（国道307号） : 2010年（平成22年）10月5日 無料開放、滋賀県移管
- 近江大橋有料道路（滋賀県道18号大津草津線、滋賀県道42号草津守山線） : 2013年（平成25年）12月26日 無料開放、滋賀県移管
- 大津港駐車場（大津市浜大津5-2-29） : 2024年（令和6年）4月1日 滋賀県移管